# Festival du cinéma japonais contemporain Kinotayo 2019
Le Festival du cinéma japonais contemporain Kinotayo 2019, 14e édition du festival, s'est déroulé du 26 novembre au 9 décembre 2019 à Paris, avec ensuite des séances délocalisées.

## Jury
- Aurélie Briquet,
- Florence Maillard, critique
- Nathan Letoré,
- Pascal Le Duff, critique

## Sélection[1]

### En compétition
- And Your Bird Can Sing (きみの鳥はうたえる, Kimi no tori wa utaeru?) de Shō Miyake (ja)
- Come on Irene (愛しのアイリーン, Itoshi no Airin?) de Keisuke Yoshida
- The Kamagasaki Cauldron War (月夜釜合戦, Tsukiyo no kamakassen?) de Leo Satō (ja)
- Masquerade Hotel (マスカレード・ホテル, Masukaredo hoteru?) de Masayuki Suzuki
- The Promised Land (楽園, Rakuen?) de Takahisa Zeze
- Shinjuku Tiger (新宿タイガー, Shinjuku taigā?) de Yoshinori Satō
- Siblings of the Cape (岬の兄妹, Misaki no kyōdai?) de Shinzō Katayama
- Talking the Pictures (カツベン！, Katsuben!?) de Masayuki Suo
- Family of Strangers (閉鎖病棟 それぞれの朝, Heisa byōtō: Sorezore no asa?) de Hideyuki Hirayama
- Dans un jardin qu'on dirait éternel (日日是好日, Nichinichi kore kōjitsu?) de Tatsushi Ōmori
- L'Homme qui venait de la mer (海を駆ける, Umi o kakeru?) de Kōji Fukada

### Séances spéciales
- Tenzo (典座?) de Katsuya Tomita
- Une page folle (狂った一頁, Kurutta Ippēji?) de Teinosuke Kinugasa
- First Love (初恋, Hatsukoi?) de Takashi Miike
- Under the Turquoise Sky (ターコイズの空の下で, Tākoizu no sora no shitade?) de Kentaro

## Palmarès
- Soleil d'or : Talking the Pictures (カツベン！, Katsuben!?)[2]
- Prix du jury et prix de la meilleure photographie : The Kamagasaki Cauldron War (月夜釜合戦, Tsukiyo no kamakassen?)[2]
- Prix de la meilleure bande originale : Masquerade Hotel (マスカレード・ホテル, Masukaredo hoteru?)[2]